# Paroxysmus (Medizin)
Paroxysmus (altgriechisch παροξυσμός paroxysmos, deutsch ‚Anreizung, Fieberanfall‘) bezeichnet in der Medizin eine plötzlich auftretende Krankheitssymptomatik von kurzer Dauer, z. B. epileptische Anfälle. Das zugehörige Adjektiv paroxysmal ist Bestandteil einiger Krankheitsbezeichnungen, wie beispielsweise bei der paroxysmalen nächtlichen Hämoglobinurie, der Paroxysmalen Hemikranie, der paroxysmalen Kältehämoglobinurie oder dem paroxysmalen Fingerhämatom.